# Pjesma Banja Luci
Pjesma Banji Luci poznata i kao „Sa vrha Šehitluka (Nosim te u srcu)“ je pjesma pjesnika Ismeta Bekrića (napisao tekst) i kompozitora Franje Petrušića (komponovao muziku), poznata kao nezvanična himna Banje Luke. Pjesmu je u poslijeratnom razdoblju prilagodio Miro Janjanin.

## Tekst
| „ | Sa vrha Šehitluka, zidina kastela u srca nas rani zelena strijela sad kucaju srca žuborom Vrbasa i kao kad vjetar aleje talasa Nosim te u srcu, čuvam te u ruci pjevam samo tebi mojoj Banja Luci Ti si radost oka, draga topla luka ti si san djetinjstva naša Banja Luka | ” |

## Literatura
- Ravlić, Aleksandar (1974). Banja Luka : razdoblja i stoljeća. Beograd: Mladost.  158697735

## Spoljašnje veze
- Pjesma dana- Basdans: Nosim te u srcu (VIDEO)